# Hornohradský potok (přírodní památka)
Hornohradský potok je přírodní památka ve správních územích obcí Krásný Les a Stráž nad Ohří v okrese Karlovy Vary v Karlovarském kraji. Nachází se v údolí Hornohradského a Osvinovského potoka. Předmětem ochrany v ní jsou lesní a luční společenstva s výskytem česneku medvědího, pérovníku pštrosího a mloka skvrnitého.

## Historie
Chráněné území vyhlásil Krajský úřad Karlovarského kraje v kategorii přírodní památka s účinností od 20. prosince 2016.

## Přírodní poměry
Přírodní památka s rozlohou 9,33 hektaru se nachází v katastrálních územích Damice, Krásný Les a Stráž nad Ohří. Leží v údolí Hornohradského potoka na západním okraji Doupovských hor v nadmořské výšce 328–451 metrů. Chráněný úsek údolního dna se nachází přibližně mezi Horním Hradem a ústím potoka do Ohře a zahrnuje také téměř jeden kilometr dlouhý úsek přilehlé části údolí Osvinovského potoka. Celé území je součástí evropsky významné lokality Doupovské hory a stejnojmenné ptačí oblasti.

### Abiotické poměry
Geologické podloží tvoří převážně terciérní neovulkanické horniny překryté kvartérní fluviální sedimenty, na nichž se jako půdní typ vyvinuly různé druhy glejů. V geomorfologickém členění Česka přírodní památka leží v Doupovských horách, konkrétně v jejich okrsku Jehličenská hornatina.
V rámci Quittovy klasifikace podnebí se přírodní památka nachází v mírně chladné oblasti MT7, pro kterou jsou typické průměrné teploty −3 až −4 °C v lednu a 16–17 °C v červenci. Roční úhrn srážek dosahuje 600–750 milimetrů, počet letních dnů je dvacet až třicet a počet mrazových dnů se pohybuje od 130 do 160.

### Flóra
V údolních olšinách vytváří rozsáhlé porosty česnek medvědí (Allium ursinum), největší v Karlovarském kraji. Roste zde také populace pérovníku pštrosího (Matteucia struthiopteris).

### Fauna
V potoce se rozmnožuje mlok skvrnitý (Salamandra salamandra).

## Ochrana přírody
Předmětem ochrany jsou ekosystémy údolních jasanovo-olšových luhů, tužebníkových lad, vlhkých pcháčových luk a devětsilových lemů horských potoků.